# 密悟祖发塔
密悟祖发塔位于中国浙江省宁波市鄞州区东吴镇天童森林公园，建于民国时期，为混凝土仿石结构，塔为单檐形置，上有圆锥形塔顶，下有塔座，塔总高2.16米，塔后有护坎墙，为椅背式，由乱石砌筑，地面由水泥浇制，碑记位于护坎墙中心，2010年9月公布为鄞州区文物保护单位:428。